# BJW World Strong Heavyweight Championship
Le BJW World Strong Heavyweight Championship est un championnat de catch utilisé par la Big Japan Pro Wrestling. Il fut introduit le 5 mai 2012, où Yoshihito Sasaki a battu Big van Walter en finale d'un tournoi pour couronner le premier BJW World Strong Heavyweight Champion.
Le titre a connu 10 règnes pour un total de 8 champions différents. L'actuel champion est Hideki Suzuki, qui a remporté le titre contre Daisuke Sekimoto le 30 mars 2017.

## Historique des règnes
| #   | Catcheur           | Règne | Date              | Jours        | Lieu     | Événement                         | Notes                                                                             |
| --- | ------------------ | ----- | ----------------- | ------------ | -------- | --------------------------------- | --------------------------------------------------------------------------------- |
| 1.  | Yoshihito Sasaki   | 1     | 5 mai 2012        | 242          | Yokohama | Endless Survivor                  | Bat Big van Walter et devient le premier champion.                                |
| 2.  | Manabu Soya        | 1     | 2 janvier 2013    | 58           | Tokyo    | New Year Korakuen Hall Tournament | .                                                                                 |
| 3.  | Daisuke Sekimoto   | 1     | 1 mars 2013       | 323          | Tokyo    | Korakuen Hall Tournament          | .                                                                                 |
| _   | Vacant             |       | 18 janvier 2014   |              | Yokohama |                                   | Le titre est devenu vacant en raison d'une blessure au genou de Daisuke Sekimoto. |
| 4.  | Shinya Ishikawa    | 1     | 7 février 2014    | 222          | Tokyo    | Korakuen Hall Tournament          | Bat Ryuichi Kawakami pour remporter le titre vacant.                              |
| _   | Vacant             |       | 17 septembre 2014 |              |          |                                   | Le titre est devenu vacant en raison de la retraite de Shinya Ishikawa.           |
| 5.  | Shuji Ishikawa     | 1     | 21 décembre 2014  | 100          | Yokohama | Big Japan Death Vegas             | Bat Ryuichi Kawakami pour remporter le titre vacant.                              |
| 6.  | Daisuke Sekimoto   | 2     | 31 mars 2015      | 111          | Tokyo    | Ikkitosen: DeathMatch Survivor    | ,.                                                                                |
| 7.  | Yuji Okabayashi    | 1     | 20 juillet 2015   | 370          | Yokohama | Ryōgokutan                        | ,.                                                                                |
| 8.  | Hideyoshi Kamitani | 1     | 24 juillet 2016   | 147          | Tokyo    | Ryōgokutan                        | ,.                                                                                |
| 9.  | Daisuke Sekimoto   | 3     | 18 décembre 2016  | 102          | Yokohama | Big Japan Death Vegas             | ,.                                                                                |
| 10. | Hideki Suzuki      | 1     | 30 mars 2017      | 2 906 jours+ | Tokyo    | Ikkitosen: DeathMatch Survivor    | .                                                                                 |